# Plocoglottis bokorensis
Plocoglottis bokorensis är en orkidéart som först beskrevs av François Gagnepain, och fick sitt nu gällande namn av Gunnar Seidenfaden. Plocoglottis bokorensis ingår i släktet Plocoglottis och familjen orkidéer. Inga underarter finns listade i Catalogue of Life.